# Deh-e Anjīr
Deh-e Anjīr (persiska: Tangūleh-ye Anjīr, تنگوله انجیر, ده انجير) är en ort i Iran.   Den ligger i provinsen Kohgiluyeh och Buyer Ahmad, i den centrala delen av landet, 500 km söder om huvudstaden Teheran. Deh-e Anjīr ligger 1 313 meter över havet och antalet invånare är 184.
Terrängen runt Deh-e Anjīr är kuperad västerut, men österut är den bergig. Runt Deh-e Anjīr är det ganska glesbefolkat, med 47 invånare per kvadratkilometer. Närmaste större samhälle är Band-e Āb Alvān, 17,0 km sydost om Deh-e Anjīr. Omgivningarna runt Deh-e Anjīr är i huvudsak ett öppet busklandskap.